# 索凡替尼
索凡替尼（英語：Surufatinib），商品名苏泰达（英語：Sulanda），是一种由和黃醫藥开发的用于治疗癌症的原研药物。在中国大陆，该药物被批准用于治疗无法手术切除的局部晚期或转移性、进展期非功能性、分化良好（G1、G2）的非胰腺来源的神經內分泌腫瘤。
该药物还正在研究用于治疗其他类型实体肿瘤。
索凡替尼靶向成纤维细胞生长因子受体1（FGFR1）。